# Jean Desmet

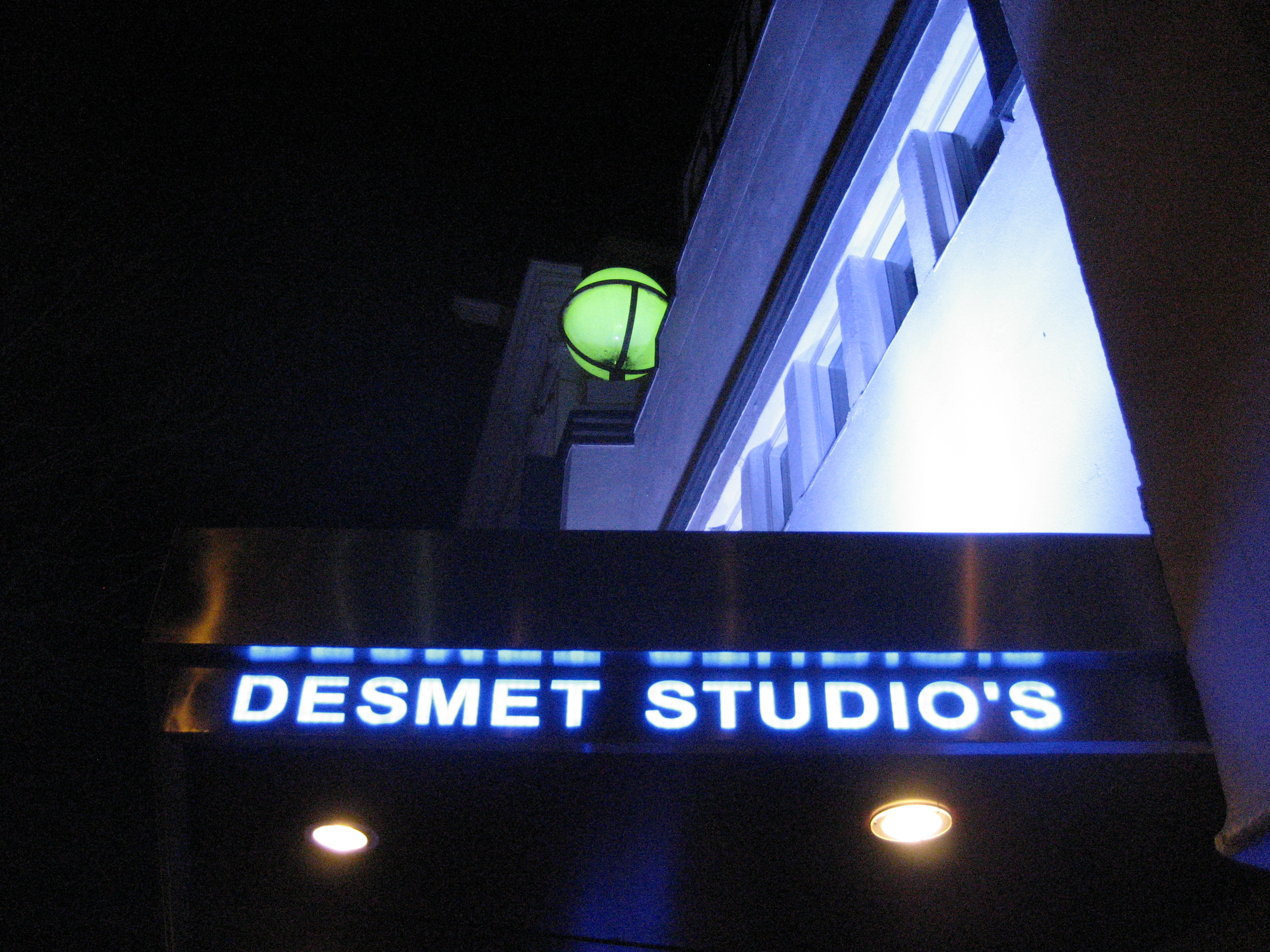
Desmet Theater, Plantage Middenlaan in Amsterdam, anno 2015

Jean Conrad Ferdinand Theódore Desmet (Elsene (België), 26 augustus 1875 - Aerdenhout, 21 november 1956) was een van de eerste bioscoopexploitanten en filmdistributeurs in Nederland.

## Levensloop
Desmet begon in 1893 als 18-jarige zijn loopbaan als verkoper van aardewerk op kermissen en jaarmarkten. Hij kreeg door het overlijden van zijn vader (Marechal Desmet) die rol al vroeg toebedeeld, maar ook na het overlijden van zijn moeder (Petronille Hertogs) zette hij zijn bestaan als kermisexploitant door, hij beheerde onder meer een Rad van Avontuur en een tobogan, een soort glijbaan om een toren. Deze laatste ruilde hij in 1907 in voor een technologische nieuwigheid: een reisbioscoop. Hij noemde zijn reisbioscoop onbescheiden Imperial Bio Grand Cinematograph, een luxe bioscoop in een tent. Dit bleek een gouden greep te zijn. Het succes van zijn bioscooptent stelde hem in staat een vaste bioscoop te openen: de Cinema Parisien in Rotterdam. De formule werkte, en al snel verrezen er in het hele land bioscopen die door Desmet en zijn familieleden uitgebaat werden, onder meer in Amsterdam (ook Cinema Parisien), Rotterdam, Bussum en Eindhoven.
De eigen bioscopen waren een goede bron van inkomsten, maar Desmet ontdekte al snel dat zijn wijze van inkoop van materiaal (hij kocht aanvankelijk complete filmprogramma's in Duitsland) ook op een andere manier een lucratieve bezigheid was; hij verhuurde de films aan andere bioscoopexploitanten. Dit bleek uiteindelijk minstens zo winstgevend te zijn als de bioscoopexploitatie zelf. Vanaf 1912 kocht Desmet zijn films in bij Belgische en Duitse distributeurs met rechten voor Nederland of rechtstreeks bij productiemaatschappijen, zoals Messter en Eiko in Duitsland. Voor een aantal films kocht hij tevens de Nederlandse verhuurrechten op, zodat hij het alleenrecht had op de uitbreng van deze films. Dit was begin jaren tien een nieuw systeem. Door al deze aankopen verwierf Desmet in de loop der jaren een aanzienlijke collectie en wist deze uit al dan niet commerciële motieven goed te bewaren. Tevens trad hij soms op als producent van films.
Vanaf 1915 stokte de productie van nieuwe Europese films door de Eerste Wereldoorlog. De Verenigde Staten vulden het gat op, maar Desmet slaagde er niet in goede betrekkingen met de Amerikaanse filmmaatschappijen op te bouwen, mede door zijn weigering om met block-booking akkoord te gaan. Bovendien brak nieuwe concurrentie Desmets positie in de distributie op. Desmet bleef in vastgoed handelen en werd financier. Als grootaandeelhouder was hij samen met zijn broer Mathijs jarenlang betrokken bij de Amsterdamse bioscoop Cinema Royal. Ook probeerde hij vanaf eind jaren twintig in de Amstelstraat op de plek van het vroegere Flora-theater een multifunctioneel vermaakscentrum (theater, bioscoop, restaurant, cafés, rolschaatsbaan) te bouwen, Flora-Palace, naar een ontwerp van de bekende architect Jan Wils, maar het plan mislukte. Desmet raakte na de jaren dertig uit het publieke oog en stierf, steenrijk, in zijn villa in Aerdenhout in 1956. Zijn Belgische nationaliteit had hij nooit opgegeven. In Amsterdam en Almere werden er een straat naar hem vernoemd.

## Collectie
De Desmet-collectie, met zo'n 933 films uit de periode 1906-1915 en Desmets archief, berust bij EYE Filmmuseum en is ingeschreven in het UNESCO Memory of the World Register in de Werelderfgoedlijst voor documenten.

## Filmografie
- 1907: Een drama in het Limbrichterbosch (producent)
- 1908: Delftsche Lustrumfeesten (producent)
- 1909: Doopplechtigheid H.K.H. Prinses Juliana (producent)
- 1910: Het Orakel; Olieslagers' vliegtocht (producent)
- 1913: Onafhankelijkheidsfeesten te Rotterdam, op Maandag 17 November 1913 (opdrachtgever)